# Hohn Krisztina
Hohn Krisztina (Komló, 1972. június 16. –) politikus, az Új Kezdet korábbi elnöke, 2006 és 2018 között Mánfa polgármestere. 2018 és 2022 között országgyűlési képviselő (LMP-frakció).
A 2018-as magyarországi országgyűlési választáson az LMP képviselőjelöltje volt a Baranya megye 2. OEVK-ben és az országos lista 12. helyén.  Gémesi György bár beült az Országgyűlésbe, de polgármesteri tevékenységének folytatása miatt a törvényes határidőn belül lemondott mandátumáról, helyére Hohn Krisztinát jelölték. Hivatali esküjét 2018. június 11-én tette le, képviselői megbízatása alatt az országgyűlés költségvetési bizottságának alelnöke volt.
A 2021-es magyarországi ellenzéki előválasztáson a gödöllői központú Pest megyei 6. sz. országgyűlési egyéni választókerületben indult a Mindenki Magyarországa Mozgalom, később az  Új Kezdet, LMP, MSZP, Párbeszéd, Jobbik támogatásával és győzött,  de az országgyűlési választáson nem szerzett mandátumot.